# Offer till Venus
Offer till Venus är en oljemålning av den italienske renässanskonstnären Tizian från 1518. Den är utställd på Pradomuseet i Madrid. Peter Paul Rubens monumentala kopia av målningen ingår i Nationalmuseums samlingar i Stockholm. 

## Motiv
I Francesco Colonnas allegoriska och sägenomspunna roman Hypnerotomachia Poliphili, tryckt av Aldus Manutius i Venedig 1499, beskrivs kärleksgudinnan Venus trädgård belägen på ön Kythera. Denna skildring inspirerade senare såväl Tizian som Antoine Watteau (den senare i Pilgrimsfärd till Kythera). När Tizian återgav Venus trädgård anar man inte att grönskan byggde på en avancerad geometri. Allt är dolt av en mängd bevingade putti, som plockar äpplen för att ära kärleksgudinnan som avbildas som den antika statyn Afrodite från Knidos av Praxiteles. Man kan även se influenser från den sofistiske skriftställaren Lucius Flavius Filostratos som i Eikones (”Bilder”) beskriver en målning av en trädgård fylld av äppelträd och amoriner. 
Tizian var berömd för sin förmåga att i målningarna avbilda ögonblick som sprudlar av liv och energi av det slag som dominerar den här målningen. Han var färgens mästare under renässansen och den rika, glödande lyskraften i den här målningen speglar det passionsfyllda motivet. Scenen vimlar av gestalter, men kompositionen är väl genomtänkt. Avbildningarna visar på inflytande från klassiska skulpturer. Till skillnad från exempelvis Rafael befolkar Tizian sina mytologiska skildringar med varelser av kött och blod. Figurerna är tillräckligt idealiserade bortom en vardaglig verklighet för att övertyga oss om att de tillhör en sedan länge förlorad guldålder.    

## Bakgrund ochproveniens

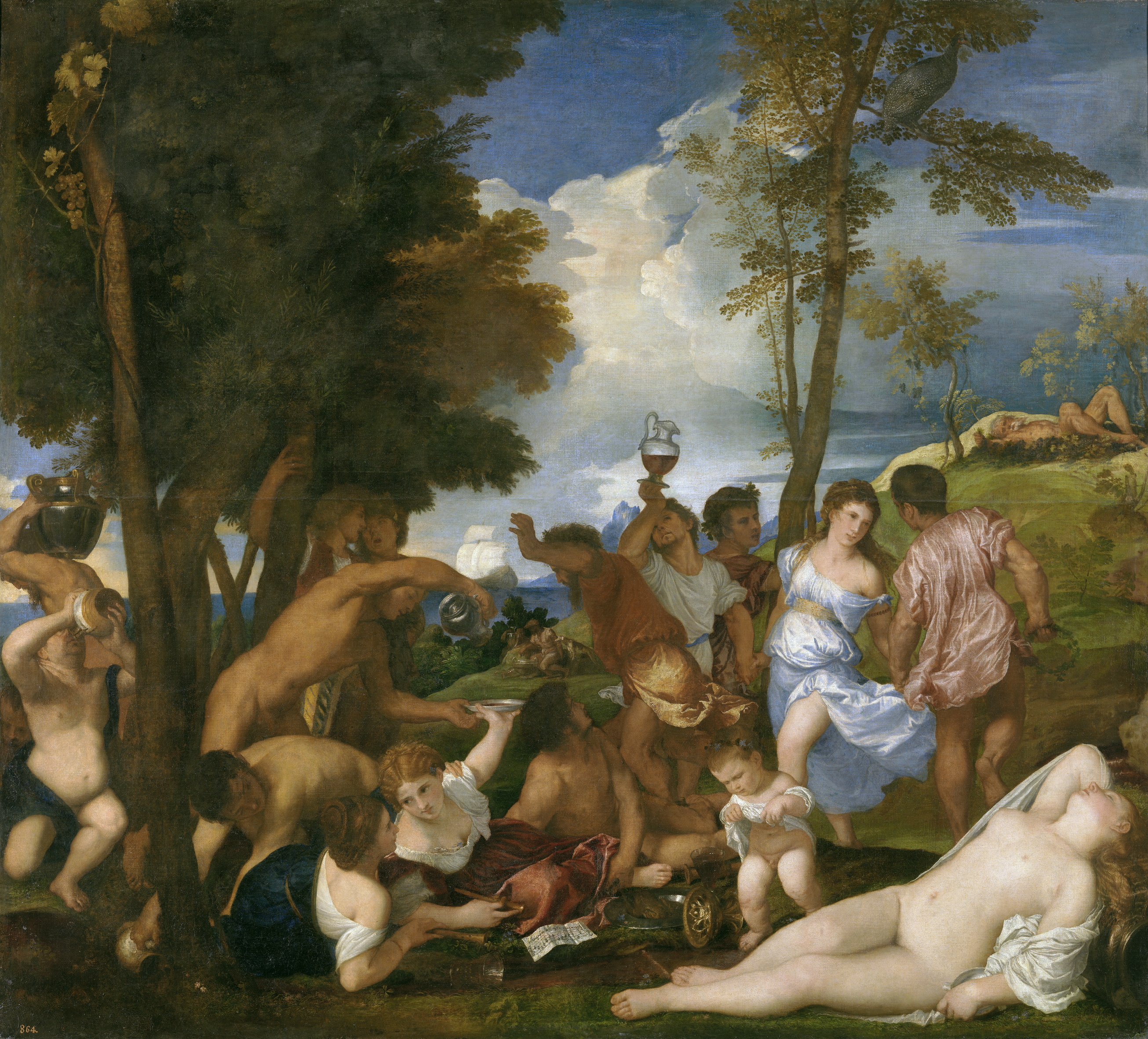
Tizians Backanal på Andros (1518, 172x175 cm), Pradomuseet.

Offer till Venus ingick i en serie mytologiska verk som hertig Alfonso I av Este beställde av Tizian; de andra var Bacchus och Ariadne och Backanal på Andros. Målningarna ingick i en större utsmyckning av hertigens palats som också inkluderade verk av Giovanni Bellini (Gudarnas fest) och Dosso Dossi. Från början hade Fra Bartolommeo fått uppdraget att målade dessa tavlor, men vid dennes död 1517 övergick uppdraget till Tizian som delvis utgick från Fra Bartolommeos skiss. 
Såväl Offer till Venus som pendangen Backanal på Andros konfiskerades av Kyrkostaten och dess representant Pietro Aldobrandini 1598. De bytte därefter ägare flera gånger fram till 1639 då de donerades till Filip IV av Spanien.

## Rubens version
Offer till Venus var ett inflytelserikt mästerverk som kopierades av flera berömda konstnärer såsom Peter Paul Rubens och Alessandro Varotari. Rubens version skiljer sig från originalet genom ett mer temperamentsfullt uttryck och han betraktade den själv som ett original. Han kopierade även Offer till Venus pendang Backanal på Andros vilken också ingår i Nationalmuseums samlingar. 
De båda tavlorna var i konstnärens ägo vid hans död 1640. I samband med detta såldes de till Filip IV av Spanien som också ägde Tizians original. Efter Napoleons invasion av Spanien togs Rubens tavlor som krigsbyte och fördes senare till Sverige av Karl XIV Johan. De donerades av dennes son Karl XV till Nationalmuseum 1865.